# Dům Dykova 14 (Praha)
Dům Dykova 14 v Praze je prvorepubliková vila v Praze na Vinohradech, číslo popisné 1084. Má bohatou historii, spjatou nejvíce s Československým a Českým rozhlasem a také se Svobodnou Evropou. Budova je nyní v soukromých rukou, do října 2011 tu sídlila publicistická stanice Český rozhlas 6.
Autorem architektonického návrhu vily a její realizace je architekt a stavitel Václav Pulcman. Dokončena v dnešní podobě byla roku 1936. Ulice se původně jmenovala Letohradská, potom Dykova, od 50. let 20. století Hviezdoslavova. Po listopadu 1989 se vrátil název Dykova. Orientační číslo zůstávalo ale stejné, takže adresa objektu byla: Letohradská 14, Dykova 14 a Hviezdoslavova 14.
Budova stojí v Městské památkové zóně Vinohrady, Žižkov, Vršovice.

## Historie

### Do konce druhé světové války
Dům na adrese Dykova 14 nechal postavit roku 1916 inženýr Josef Košťálek. Po jeho smrti prodala dům jeho manželka Rudolfu Krausovi, původně z Jihlavy. Ten nechal vilu v roce 1927 přestavět architektem Vondráškem a Pulcmanem do dnešní podoby.
Rudolf Kraus a jeho žena Hedvika měli jediného syna Františka, který vilu zdědil po smrti rodičů v roce 1937. Se zavedením norimberských zákonů byl ovšem z vily v roce 1941 vystěhován, nejprve do Dlouhé ulice v Praze a poté do koncentračního tábora v Lodži, kde bezdětný zahynul. Dům byl ještě předtím takzvaně prodán do majetku vystěhovaleckého fondu pro Čechy a Moravu, kam se tehdy převáděl veškerý likvidovaný židovský majetek a z něhož se financovaly deportace Židů do koncentračních táborů. Dům zabralo nacistické gestapo.
V sousední vile na téže straně ulice, dnes hostelu, v Dykově ulici 20, o tři zahrady dál je pamětní deska připomínající osudy těhotných židovských žen, které sem byly za války převáženy k porodům. Byla zde totiž tajná policejní porodnice. Děti byly matkám odebrány většinou hned po porodu a dány na převýchovu do německých rodin. Co gestapo udělalo z vily č. 14, se nepodařilo přesně vypátrat, k dispozici jsou jen kusá svědectví. Například matka Karla Lhotky, dnes vrátného Českého rozhlasu, zde byla za války na výslechu kvůli odbojové činnosti svého manžela. O podrobnostech se před synem nikdy nezmiňovala, ale jisté je, že krátce na to byla i s malým Karlem odvezena do pracovního tábora v Německu.
Dalším majitelem během okupace byl generál baron Bernd Wolf von Lüdinghausen, který za války zasedal v několika správních radách různých českých podniků, které měly strategický význam pro hospodářství a vedení války. Po odchodu generála na frontu zabavil vilu protekorátní stát, konkrétně ministerstvo obrany Protektorátu Čechy a Morava. Nedaleko odtud, z Husova sboru v Dykově 1, vysílal Český rozhlas v pohnutých dnech Pražského povstání roku 1945. Na konci 2. světové války vystřídala gestapo sovětská Rudá armáda a usadila se tady její zvláštní složka Směrš, která hledala ruské emigranty.
V roce 1945 vilu zkonfiskovala obnovená Československá republika a dala k dispozici ministerstvu obrany, které ji v roce 1956 převedlo na Československý rozhlas pod podmínkou, že zde bude sídlit rozhlasová armádní redakce, která vysílala už od vzniku Československého rozhlasu. Odtud název pracoviště v rámci Československého i Českého rozhlasu – Armáda, který se užívá dodnes.
V padesátých letech byla také přejmenována ulice, takže adresa vily byla Hviezdoslavova 14.

### Po válce
Po válce přešla vlastnická práva k budově ministerstvu obrany, které zde zřídilo armádní rozhlasové vysílání. V roce 1956 ho převzal Československý rozhlas a na něj byla převedena i budova. Sídlilo zde nadále armádní vysílání Československého rozhlasu (například pořad Polní pošta), natáčely se pohádky na dobrou noc Hajaja a rozhlasové hry. Natáčel tu například režisér Karel Weinlich nebo režisérka Hana Vohryzková. Vznikl zde pořad svérázného humoru z fiktivní Nealkoholické vinárny U Pavouka. V říjnu roku 1966 se zde konala ustavující schůze Divadla Járy Cimrmana, kde se zrodila postava českého génia. Tuto památnou událost připomíná pamětní deska u vchodu. U zrodu divadla stáli tehdejší zaměstnanci armádní redakce Československého rozhlasu Jiří Šebánek, Zdeněk Svěrák a Miloň Čepelka. Zakládající listina divadla byla přečtena Jiřím Šebánkem 29. října 1966.
Miloň Čepelka ve vile nějaký čas bydlel v původní ložnici majitelů. Na začátku 50. let se do kanceláře 2x3 metry nastěhoval i redaktor Emanuel Matys s těhotnou manželkou, do podkroví Ladislav Vejvodský a v suterénu bydlela někdejší správcová Josefa Löblová. Na konci 50. let se je rozhlas rozhodl vystěhovat, což se neobešlo bez soudních průtahů. Do bytu po správci nastěhoval informátora, jak čteme v zápisu z rozhlasové schůze v roce 1956. A tak se v přízemní hale u televize musela na přelomu 50. a 60. let scházet zajímavá společnost: obyvatelé vily s armádními redaktory a tehdy známí herci a herečky, kteří do studia chodili točit pohádky a pořady pro mládež. A na zahradu opatřil rozhlasový zahradník srnku.
V srpnu roku 1968 odtud vysílalo poslední svobodné studio Československého rozhlasu za okupace Československa armádami zemí Varšavské smlouvy. Jedním z redaktorů zde byl i Sláva Volný, později známý ze Svobodné Evropy. Vysílací pracoviště ve Hviezdoslavově ulici 14 bylo jedním z míst tzv. štafety regionálních vysílacích studií.
Pracoviště Československého rozhlasu v Dykově ulici 14 je spjato také s dopravním rozhlasovým vysíláním. V roce 1974 se tu zrodila redakce Zelené vlny Hvězdy, která začala na rozhlasových vlnách informovat řidiče o dopravní situaci na československých silnicích. Ve spolupráci s tehdejší Veřejnou bezpečností vysílání probíhalo nejprve v rámci hlavního města Prahy a Středočeského kraje, později se začalo vysílat na celostátním československém okruhu Hvězda (dnes ČRo1 Radiožurnál a Slovensko 1).

### Po listopadu 1989
Po listopadu 1989 neměla budova nějaký čas využití, až se sem v březnu roku 1998 opět nastěhovala česká redakce Rádia Svobodná Evropa, která společně s dalšími zahraničními rozhlasovými stanicemi (BBC, Hlas Ameriky, Deutsche Welle) a Českým rozhlasem začala vytvářet zpravodajsko-publicistickou stanici Český rozhlas 6. Šéfredaktorem stanice byl prezident českého vysílání Rádia Svobodná Evropa Pavel Pecháček.
Rozhlasová stanice Český rozhlas 6 – Rádio Svobodná Evropa začala z Dykovy 14 vysílat 1. března 1998. Po zrušení Rádia Svobodná Evropa v září 2002 pokračovalo vysílání pouze jako Český rozhlas 6 od 1. října 2002. V redakci Českého rozhlasu 6 – Rádia Svobodná Evropa v Dykově ulici 14 se postupně vystřídali například tito novináři: Lída Rakušanová, Yvonne Přenosilová, Martin Štěpánek, Olga Kopecká, Martin Schulz, Ivan Binar, Karel Moudrý, Milan Schulz, Jiří Slavíček, Jefim Fištejn, Jan Jůn, Radko Kubičko, Milan Bouška, Ondřej Konrád, Petr Hartman, Jiří Ješ, Jan Bednář, Antonín Bajaja, Jan Rejžek, Vladimír Just, Ivan Štern, Peter Duhan, Daniel Raus, Petr Holub, Jarmila Balážová.
V letech 1998–2002 se odtud vysílal hlavní publicistický pořad Rádia Svobodná Evropa Události a názory, pořad komentářů a politických analýz, u jehož zrodu stál první ředitel Rádia Svobodná Evropa Ferdinand Peroutka. Pořad pokračuje dodnes na Českém rozhlase Plus s názvem Názory a argumenty. Svůj pořad Nežádoucí texty z doby nesvobody zde natáčel v letech 2002–2006 herec a divadelní principál Radim Vašinka. Právník a ústavní soudce Vojtěch Cepl zde připravoval pořad Demokracie v teorii a praxi se Zdeňkem Sudou a později svůj vlastní pořad Člověk a demokracie. V letech 2003–2005 se z Dykovy 14 vysílal politicko-satirický pořad Dobrý názor, přátelé s herečkou Evou Holubovou a herci Josefem Hrubým a Bohumilem Kleplem v dramaturgii Jana Šterna. V letech 2003–2011 tu vysílal svůj pořad publicista Jan Rejžek s divadelním kritikem Vladimírem Justem s názvem Kritický klub Jana Rejžka (původně Člověk a kultura). Pořad byl rozhlasovým pokračováním televizního kritického klubu Katovna. Své Páteční zamyšlení na konci týdne odtud vysílal v letech 1998–2011 publicista Jiří Ješ. V roce 2007 zde vznikl Klub přátel Šestky, jehož zakládajícím členem byl například profesor Libor Pátý.
V letech 2007–2011 sídlila v budově Dykova 14 Redakce náboženského vysílání Českého rozhlasu.
Redakce Českého rozhlasu 6 ukončila svoji práci v budově v Dykově ulici 2. října 2011.
31. července 2013 – Rada Českého rozhlasu rozhodla o prodeji prvorepublikové vily v Dykově ulici 14 (usnesení 95/13), v současnosti (2025) je budova v soukromém vlastnictví.